# Venetica
Venetica — рольова відеогра, розроблена компанією Deck13 Interactive та випущена DTP Entertainment 4 вересня 2009.

## Сюжет
Смерть в цьому світі — виборна посада, яка призначається за рішенням Ради та виконує його вказівки. Людина, обраний на цей пост наділяється величезною владою і знаходить надприродні здібності.
Цього разу Рада зробила помилку і посаду зайняв некромант Віктор, який вирішив використовувати набуті можливості для досягнення своїх темних цілей. Рада виявилася не в силах що-небудь протиставити Віктору і звернувся за допомогою до Скарлетт — доньки попередньої людини на посаді смерті, яка успадкувала деякі з здібностей свого батька.
Дія гри розгортається на вулицях середньовічної Венеції.

## Ігровий процес
Подібно Fable і The Witcher, ігровий світ поділений на коридорні локації. Безпечні вдень квартали в нічний час наповнюють бандити і монстри. Героїні доводиться часто спускатися в міські катакомби, а також здійснювати подорожі у потойбічний світ.
Удосконалювати свої навички Скарлетт доводиться у вчителів, яких можна зустріти в місті. Деякі уміння можна отримати тільки після вступу до відповідної гільдії. У грі також активно використовується магія.
Бойова система поєднує серії ударів і особливі прийоми, гравцеві доступні підкати і блоки. Битви проходять у режимі реального часу.
Deck13, які раніше займалися розробкою адвенчур, привнесли в гру кілька елементів, характерних для цього жанру.